# グレート・ノース・イースタン・レイルウェイ

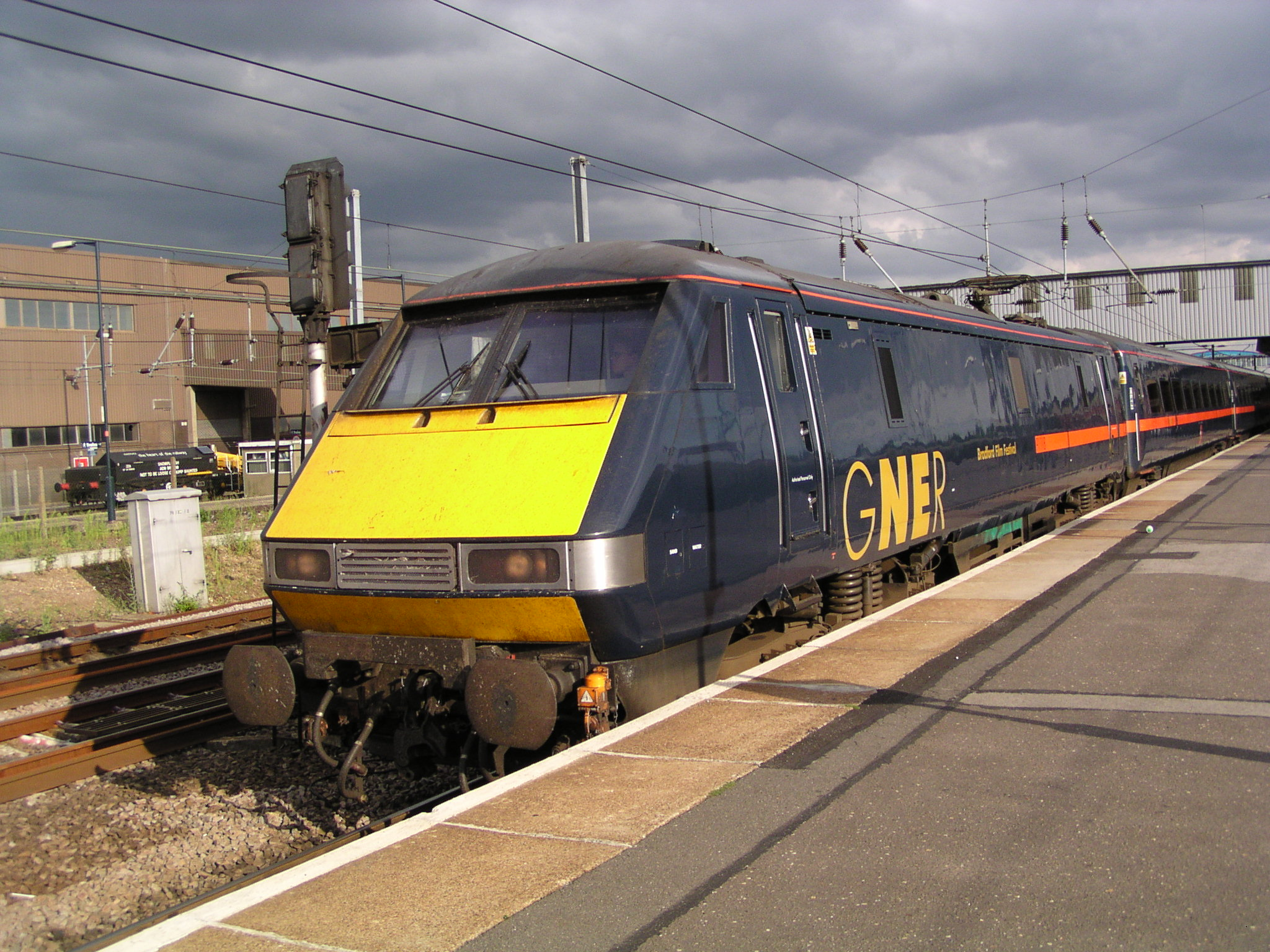
グレート・ノース・イースタン・レイルウェイ

グレート・ノース・イースタン・レイルウェイ（Great North Eastern Railway、GNER）は、1996年から2007年まで営業を行っていたイギリスの列車運行会社である。イギリスの首都ロンドン・キングス・クロス駅と、リーズ、ヨーク、ニューキャッスル、エディンバラ、グラスゴーなどとを結ぶ長距離路線等を運営していたが、フランチャイズ契約期間終了に伴い2007年12月8日で営業を終了し、その役割をナショナル・エクスプレス・イースト・コーストへと引き継いだ。
GNERは2005年3月に決定が下された2度目のフランチャイズ権入札の結果、当初2015年まで営業を認められていた。しかしながら、親会社であり旅客海運事業とコンテナリース業を営むSea Containers Ltdの経営悪化（米国連邦倒産法第11章への適用申請などを行った）が、英国運輸省による営業権打ち切り決定の引き金となった。

## 路線と車両
- ロンドン － ドンカスター － ヨーク － ニューカッスル － エジンバラ － グラスゴー・セントラル駅
- ロンドン － ドンカスター － リーズ

上記の路線は電化されており、主にインターシティー225が使用されている（キングズクロス10時・エディンバラ13時発のフライング・スコッツマンもこの車両）ほか、HST（後述）も使用される。ロンドン－リーズ間にはユーロスター車両の373形電車も2005年まで使用されていたが、現在は車両リース会社に返却されている。
- ロンドン － エディンバラ － アバディーン・インヴァネス
- ロンドン － ドンカスター － ハル

エディンバラ以北やリーズ以遠、ハルへの非電化路線への列車はHST（インターシティー125）が使用される。アバディーンへの列車のうち1往復は「ノーザンライツ」（オーロラの意）、インヴァネス、ハルへの列車それぞれ1往復は「ハイランド・チーフテイン」、「ハル・エグゼクティブ」の列車名が付いている。

## 保有車両
| 形式                                | 画像 | 車種             | 最高速度 | 最高速度 | 総数  | 運行路線   | 製造年      |
| 形式                                | 画像 | 車種             | mph      | km/h     | 総数  | 運行路線   | 製造年      |
| ----------------------------------- | ---- | ---------------- | -------- | -------- | ----- | ---------- | ----------- |
| 43形「HST」                         |      | ディーゼル機関車 | 125      | 200      | 14両  | 東海岸本線 | 1976 - 1982 |
| 91形                                |      | 電気機関車       | 140      | 225      | 31両  | 東海岸本線 | 1990        |
| マーク3客車                         |      | 客車             | 125      | 200      | 56両  | 東海岸本線 | 1975 - 1988 |
| マーク4客車（マラード）             |      | 客車             | 140      | 225      | 302両 | 東海岸本線 | 1988 - 1991 |
| マーク4客車（マラード）             |      | 制御荷物車       | 140      | 225      | 31両  | 東海岸本線 | 1988        |
| 89形「アボセット」                  |      | 電気機関車       | 125      | 200      | 1両   | 東海岸本線 | 1989        |
| 373形「リージョナル・ユーロスター」 |      | 電車             | 186      | 300      | 5編成 | 東海岸本線 | 1993        |